# ロゴスコーポレーション
株式会社ロゴスコーポレーションは、日本の大阪府大阪市に本社を置くアウトドア総合メーカーおよびブランド名（LOGOS)である。100％出資子会社であるロゴスショップの管理・運営をしている。モットーは「水辺5ｍから標高800ｍまで」である。

## 概要
創業者の柴田実昭が船舶用品の卸問屋として事業を開始。その後、ポリエステル生地に塩化ビニールをラミネートさせた防水シートを製造販売した。その後、スポーツ用品、釣り具用品に販路を拡大。ビーチレジャーの人口増加を受けパラソルや折り畳みチェアなどの販売も始めた。1980年代、アメリカ主流だったファミリードームを日本の気候向けに仕様変更し「ロゴスドーム」として発売すると空前のキャンプブームが訪れる。日本の焼肉文化をアメリカのバーベキュースタイルにアレンジしたモデルを発売したことで、キャンプ＝BBQのスタイルが日本でも定着したことで事業転換を行う。1985年に「LOGOS」ブランドを創業し1997年に「ロゴスコーポレーション」へ社名変更した。

## 沿革
1928年3月　創業者である柴田実昭が船舶用品問屋「大三商会」を大阪市港区に創業
1948年　用品問屋「柴田機械船具店」として再発足
1953年　株式会社へ組織変更
1957年　大三商事株式会社へ名称変更
1969年　和歌山県日高郡に合羽縫製のため大三工業株式会社（現在の株式会社アスレル）を設立
1983年　キャンプ用品の販売をスタート
1985年　「ロゴス」のブランドを創設。アウトドア用品の本格展開をスタート
1992年　直営店LOGOSショップを運営する「アウティングスペース」を設立
1997年　「株式会社ロゴスコーポレーション」へ社名変更
2015年　アウトドア業界で初めて日本経済団体連合会（経団連）に入会
2018年10月　京都府城陽市と提携を結びロゴスランドをオープン
2019年6月　ロゴスランドの第2期をオープンしロゴスショップ＆カフェを開設
2020年10月　高知県いの町との連携と協力に関する包括協定を締結
2022年2月　高知県須崎市に「ロゴスパークシーサイド須崎」を開園

## 店舗展開

### 直営店
- ロゴスショップ　札幌店
- ロゴスショップ　仙台荒井店
- ロゴスショップ　茨城店
- ロゴスショップ　茨城神栖
- ロゴスショップ　埼玉モラージュ菖蒲店
- ロゴスショップ　ららぽーと富士見店
- ロゴスショップ　コクーンシティ店
- ロゴスショップ　コピス吉祥寺店
- LOGOS SHOP ららぽーと立川立飛店
- ロゴスショップ　東京店
- ロゴスショップ　港北店
- ロゴスショップ　ららぽーと湘南平塚店
- ロゴスショップ　石川店
- ロゴスショップ　ららぽーと沼津店
- ロゴスショップ　ららぽーと名古屋みなとアクルス店
- ロゴスショップ　イオンモール長久手店
- ロゴスショップ　愛知店
- ロゴスショップ　モレラ岐阜店
- LOGOS SHOP ららぽーと沼津店
- LOGOS SHOP フォレオ大津一里山店
- ロゴスショップ　ピエリ守山店
- ロゴスショップ　フォレオ大津一里山店
- LOGOS SHOP くずはモール店
- ロゴスショップ　ニトリモール枚方店
- ロゴスショップ　大阪店
- ロゴスショップ＆ヒロバ　心斎橋店
- ロゴスショップ　イオンモール大阪ドームシティ店
- ロゴスショップ　ATC店
- LOGOS STORE トヨタカローラ新大阪 名神茨木店
- ロゴスショップ　ららぽーと和泉店
- ロゴスショップ　山口店
- ロゴスショップ　イオン綾川店
- ロゴスショップ　マリノアシティ店
- ロゴスショップ　福岡店
- ロゴスショップ　佐賀店
- ロゴスショップ　イオンモール熊本店
- ロゴスショップ　アミュプラザおおいた店
- ロゴスショップ　鹿児島店
- ロゴスショップ　沖縄具志川店
- ロゴスショップ　くずはモール店
- ロゴスショップ　ららぽーと福岡店

### アウトレット店
- LOGOS SHOP 三井アウトレットパーク仙台港店
- ロゴスショップ　あみプレミアム・アウトレット店
- ロゴスショップ　那須ガーデンアウトレット店
- ロゴスショップ　越谷レイクタウンアウトレット店
- LOGOS SHOP & CAFE　三井アウトレットパーク入間店
- LOGOS SHOP & CAFE　三井アウトレットパーク横浜ベイサイド店
- ロゴスショップ　アウトレット　イオンモール名古屋みなと店
- ロゴスショップ　三井アウトレットパーク滋賀竜王店
- LOGOS SHOP りんくうプレミアム・アウトレット店
- ロゴスショップ　神田三田プレミアム・アウトレット店
- LOGOS SHOP ジ・アウトレット広島店
- ロゴスショップ　アウトレット高松店

### ロゴスストア
- LOGOS STORE 石井スポーツ宇都宮駅前店
- LOGOS STORE ヨドバシカメラ マルチメディア札幌店
- LOGOS STORE 石井スポーツ ヨドバシさいたま新都心駅前店
- LOGOS STORE スポーツオーソリティ幕張新都心店
- LOGOS STORE アルペンアウトドアーズ柏店
- LOGOS STORE Alpen Tokyo アウトドアーズ新宿店
- LOGOS STORE アルペンアウトドアーズ港北ノースポートモール店
- LOGOS STORE ヨドバシカメラ マルチメディア横浜店
- LOGOS STORE 石井スポーツヨドバシ甲府店
- LOGOS STORE アルペンアウトドアーズ宇治店
- LOGOS STORE 石井スポーツ京都ヨドバシ店
- LOGOS STORE ヨドバシカメラ マルチメディア梅田店
- LOGOS STORE アルペンアウトドアーズなんばパークス店
- LOGOS STORE アルペンアウトドアーズ明石大蔵海岸店
- LOGOS STORE スポーツオーソリティ西宮今津店
- LOGOS STORE アルペンアウトドアーズ広島アルパーク店
- LOGOS STORE アルペンアウトドアーズ宇多津店
- LOGOS STORE アルペンアウトドアーズ福岡春日店
- LOGOS STORE 石井スポーツ ヨドバシ博多店
- LOGOS STORE アルペンアウトドアーズ熊本New-S店

### フラッグシップコーナー
- LOGOS FLAGSHIP CORNER フィッシュランド+アウトドア店
- LOGOS FLAGSHIP CORNER DCMホーマック篠路店
- LOGOS FLAGSHIP CORNER 島忠ホームズ所沢店
- LOGOS FLAGSHIP CORNER CAMPAL富山店
- LOGOS FLAGSHIP CORNER CAMPAL 弁天島店
- LOGOS FLAGSHIP CORNER シラトリ静岡ジャンボ店

### ロゴスランド
- ロゴスショップ＆カフェ　ロゴスランド店
- ロゴスショップ＆カフェ　高知須崎店

### 閉店した店
- ロゴスショップ　大阪あべのキューズモール店　2021年1月10日をもって閉店[3]

## 製品
「ロゴス」のブランドポリシーは「水辺5メートルから標高800メートルまで」であり、本格的な登山専門ブランドやマリン用品専門ブランドの中間の、低価格から中価格帯のアウトドア・ファミリーキャンプ用品を中心に展開している。近年ではスノーピークやコールマンに対抗した高価格帯のキャンプ用品やワークウェアにも力を入れ、「リプナー」「デイジーリプナー」といったブランドで作業用の雨具などをリリースしている。

## テーマパーク
- ロゴスランド

京都府城陽市とロゴスが提携し2018年6月30日にオープン。「外で、食べて、遊んで、泊まる。」をコンセプトに、宿泊施設を兼ね備えたキャンプ場の「プラムイン城陽」、客室や中庭でBBQができる「アリスイン城陽」をオープンした。その他にも「ロゴスレストラン」「ロゴスカフェ」「BBQテラス」「LOGOS BBQスタジアム」といった施設もある。キャンプ用品の貸し出しと宿泊・研修室の利用も行っている。
- LOGOS PARK SEASIDE KOCHI SUSAKI

高知県須崎市とコラボレーションして、家族や仲間と一緒にBBQやキャンプ、磯遊びなどが楽しめる総合アウトドアレジャー施設『LOGOS PARK SEASIDE KOCHI SUSAKI』を2022年4月23日にオープンした。2022年2月から予約可能である。園内施設には、「キャンプスペース」「コンテナサイト」がある。施設以外にも、キャンプサイトマリンアクティビティの提供やジビエ料理なども提供する。

## 出演

### おあそびMASTERS
ディスカバリーチャンネルで放送中のテレビ番組である。ペナルティ・ヒデとライセンスの3人が各分野の達人（マスター）からレクチャーを受けつつ「大人の遊び」に挑戦する番組である。また、番組内のコーナーでヒデが料理をしライセンスの二人にふるまう「ヒデのBBQuicking」も行っている。

### CAMP RADIO
ラジオNIKKEI第1（毎週木曜日21：30～22：30）で俳優の鈴木康介がパーソナリティを務めるラジオ番組である。

### その他の番組
- 日経スペシャル カンブリア宮殿 "簡単・便利"でファン殺到！ 初心者が熱愛するアウトドアメーカーの秘密（2019年8月1日、テレビ東京）[8]